# Neomochtherus congedus
Neomochtherus congedus är en tvåvingeart som först beskrevs av Walker 1851.  Neomochtherus congedus ingår i släktet Neomochtherus och familjen rovflugor. Inga underarter finns listade i Catalogue of Life.